# 820-829
De jaren 820-829 (van de christelijke jaartelling) zijn een decennium in de 9e eeuw.

## Gebeurtenissen en ontwikkelingen

### Byzantijnse Rijk
- 820 : Michaël II vermoordt zijn vroegere strijdmakker keizer Leo V, en wordt de nieuwe keizer.
- 821 : Beleg van Constantinopel (821-823). Troonpretendent Thomas met hulp van kalief Al-Ma'moen probeert Constantinopel te veroveren. Mede dankzij steun van de Bulgaarse kan Omoertag weet Michaël hem te verslaan. Thomas wordt gevangengenomen en gemarteld, en komt te overlijden.
- 824 : Byzantium verliest Kreta aan de Arabieren.
- 827 : Byzantium verliest Sicilië aan de Aghlabiden.

### Frankische Rijk
- 824 : Ínigo Íñiguez Arista scheurt zich af en sticht het koninkrijk Navarra.
- 829 : Rijksdag van Worms. Keizerin Judith weet haar echtgenoot Lodewijk de Vrome over te halen haar zoon Karel tot hertog van Alemannië te benoemen. Lodewijks oudste zoon Lotharius is het hier niet mee eens, ook omdat het tegen zijn beloften aan Lotharius en zijn broers in het Ordinatio Imperii ingaat.

### Christendom
- 822 : Het klooster Corbeia nova wordt gesticht in de nabijheid van de rivier de Wezer. De heroprichting van het klooster is gebeurd door Adalardus van de Abdij van Corbie en zijn broer Wala van Corbie en de monniken van deze laatste abdij; onder bescherming van Lodewijk de Vrome. De abdijgebouwen worden in 823 in gebruik genomen. Adalardus richt er landbouwkolonies op en het zijn landbouwers uit de streek van Oudenaarde (Oost-Vlaanderen) die de monniken helpen met het ontginnen van de gronden.

### Wereld
- 821 : In de Kaukasus houdt Albanië op te bestaan, en ontstaat het vorstendom Chatsjen.

- 821 : Tibet en China sluiten het Verdrag van Chang'an.

## Heersers

### Europa
- Asturië: Alfons II (791-842)
- Bulgaren: Omoertag (814-831)
- Byzantijnse Rijk: Leo V (813-820), Michaël II (820-829), Theophilos (829-842)
  - tegenkeizer: Thomas de Slaviër (820-822)
- Denemarken: Harald Klak (812-815, 819-827), Horik I (815-854)
- Engeland en Wales
  - Essex: Sigered (ca. 798-812/825)
  - Gwynedd: Hywel ap Rhodri (814-825), Merfyn Frych (825-844)
  - Kent: Baldred (823-825)
  - Mercia: Coenwulf (796-821), Ceolwulf I (821-823), Beornwulf (823-826), Ludeca (826-827), Wiglaf (827-829)
  - Northumbria: Eanred (ca.810-ca.850)
  - Wessex: Egbert (802-839)
- Franken: Lodewijk de Vrome (814-840)
  - Aquitanië: Pepijn I (817-838)
  - Aragon: Aznar I Galindez (809-820), Garcia Galindez (820-833)
  - Barcelona: Rampón (820-825), Bernhard van Septimanië (826-844)
  - Toulouse: Bernhard van Septimanië (816-844)
  - Vlaanderengouw: Liederik (792-836)
- Italië: Lotharius I (818-855)
  - Benevento: Siko (817-832)
  - Spoleto: Winiges (789-822), Suppone (822-824), Adelard (824), Mauring (824), Adelchis I (824-834)
- Navarra: Ínigo Íñiguez Arista (824-851)
- Omajjaden (Córdoba): al-Hakam I (796-822), Abd-ar-rahman II (822-852)
- Venetië (doge): Angelo Participazio (809-827), Giustiniano Participazio (827-829), Giovanni I Participazio (829-837)

### Azië
- Abbasiden (kalief van Bagdad): al-Ma'moen (813-833)
- China (Tang): Xianzong (805-820), Muzong (820-824), Jingzong (824-827), Wenzong (827-840)
- India
  - Pallava: Dantivarman (795-846)
  - Rashtrakuta: Amoghavarsha (814-878)
- Japan: Saga (809-823), Junna (823-833)
- Khmer: Jayavarman II (802-850)
- Perzische Rijk (Samaniden): Saman Khoda (819-864)
- Silla (Korea): Heondeok (809-826), Heungdeok (826-836)
- Tibet: Tri Ralpachan (ca. 815-841)

### Afrika
- Idrisiden (Marokko): Idris II (791-828), Mohammed ibn Idris (828-836)
- Ifriqiya (Tunesië, Aghlabiden): Ziyadat Allah I (817-838)
- Rustamiden (Algerije): Abd al-Wahhab (784-823), Abu Sa'id Aflah (823-872)

### Religie
- paus: Paschalis I (817-824), Eugenius II (824-827), Valentinus (827), Gregorius IV (827-844)
- patriarch van Alexandrië (Grieks): Christoforus I (817-841)
- patriarch van Alexandrië (koptisch): Jacobus (819-830)
- patriarch van Antiochië (Grieks): Job I (810-826), Nicolaas (826-834)
- patriarch van Antiochië (Syrisch): Dionysius I van Tellmahreh (817-845)
- patriarch van Constantinopel: Theodotus I van Cassiteras (815-821), Antonius I (821-836)
- imam (sjiieten): Muhammad al-Taqi (817-835)

<< · 820 · 821 · 822 · 823 · 824 · 825 · 826 · 827 · 828 · 829 · >>
<< · 800-809 · 810-819 · 820-829 · 830-839 · 840-849 · 850-859 · 860-869 · 870-879 · 880-889 · 890-899 · >>